# Whoa, Nelly!
Albums de Nelly Furtado
Folklore
Whoa, Nelly! est le premier album de Nelly Furtado. Le premier single I'm Like A Bird fut un des hits de l'année 2001, ce qui a propulsé la chanteuse canadienne au rang de star. L'album s'est vendu à 7 millions d'exemplaires, dont 58 000 exemplaires en France.

## Titres
| #  | Titres                                   | Compositeurs                            | Durée |
| -- | ---------------------------------------- | --------------------------------------- | ----- |
| 01 | Hey, Man!                                | Nelly Furtado                           | 4:10  |
| 02 | ...On the Radio (en) (Remember The Days) | Nelly Furtado                           | 3:54  |
| 03 | Baby Girl                                | Nelly Furtado, Brian West, Gerald Eaton | 3:46  |
| 04 | Legend                                   | Nelly Furtado, Brian West, Gerald Eaton | 3:45  |
| 05 | I'm Like a Bird                          | Nelly Furtado                           | 4:03  |
| 06 | Turn Off The Light                       | Nelly Furtado                           | 4:36  |
| 07 | Trynna Finda Way                         | Nelly Furtado, Brian West, Gerald Eaton | 3:32  |
| 08 | Party                                    | Nelly Furtado, Brian West, Gerald Eaton | 4:02  |
| 09 | Well, Well                               | Nelly Furtado                           | 2:59  |
| 10 | My Love Grows Deeper Part 1              | Nelly Furtado, Brian West, Gerald Eaton | 4:21  |
| 11 | I Will Make U Cry                        | Nelly Furtado, Brian West, Gerald Eaton | 3:57  |
| 12 | Scared of You                            | Nelly Furtado                           | 6:09  |
| 13 | Onde Estas                               | Nelly Furtado                           | 4:14  |